# (30884) 1992 SL23
(30884) 1992 SL23 là một tiểu hành tinh vành đai chính. Nó được phát hiện bởi Henry E. Holt ở Đài thiên văn Palomar ở Quận San Diego, California, ngày 30 tháng 9 năm 1992.